# 黃玉山
黄玉山，GBS，JP（1949年12月—），麦吉尔大学碩士及博士，現任全國人民代表大會常務委員會香港特別行政區基本法委員會副主任。他曾任香港科技大學副校長、香港城市大學副校長、消費者委員會主席、香港公開大學（在他任內決定更名為香港都會大學）榮休校長，也是英国生物学会院士及香港科学会院士。

## 生平
黃玉山祖籍福建，出身於菲律賓華僑家庭，童年時期與母親在福建廈門生活，直至8歲隨母親來定居香港。14歲時由於母親到了菲律賓，他獨自留港完成學業。他就讀西環漢華中學（小學部，小二至小三上學期），1959年2月插班入讀創興書院（中文小學部）小三年級下學期，且於1962年小六年級畢業。小學畢業後報讀香港敦文英文書院（1967年中五）及威靈頓英文中學（1968年中六），1968年曾通過香港中文大學入學試，最後選讀香港浸會學院，1972年生物系畢業。基於希望通過教育影響他人，他於威靈頓英文中學任職教師，並申請赴加拿大麥基爾大學攻讀碩士學位。結果在導師鼓勵下，善用獎學金及當助教得來的薪金，並以院長榮譽優異成績修畢兩年碩士及三年博士（植物生化學；1979年）課程。
1979年，黃玉山於加拿大多倫多大學醫學院擔任研究員。1980年回港探親期間於香港理工學院任教，至1985年離職。1985年至1988年於香港中文大學任教。此前於1984年與吳清輝及莫民雄等人成立香港學者協會。1987年開始舉辦傑出華人科學家講座。其後於1990年，他加入當時新成立的香港科技大學成為創校教授之一。1997年，出任香港科技大學協理副校長（研究及發展）。1998年獲委任為香港城市大學副校長（大學拓展）及生物學講座教授。2006年重返香港科技大學，擔任行政副校長。2014年，出任香港公開大學校長，至2021年3月正式卸任且退休。
公職方面，黃玉山是第十一屆、第十二屆以及十三屆全國人大代表。除了擔任過三屆全國人大常委會香港基本法委員會委員，他還擔任香港不同法定機構和諮詢組織公職，例如濕地諮詢委員會主席、課程發展議會主席消費者委員會主席等。

## 社会兼职
- 1998年－2004年：濕地諮詢委員會主席
- 2001年－2007年：課程發展議會主席
- 2001年－2007年：教育統籌委員會委員
- 2001年－2008年：環境諮詢委員會副主席
- 2003年－2007年：香港學術及職業資歷評審局委員
- 2005年－2011年：大學教育資助委員會委員
- 2007年－2013年：香港學者協會主席
- 2010年－2013年：香港獸醫管理局主席
- 2013年－2019年：消費者委員會主席
- 2021年－：香港研究資助局主席
- 2023年6月28日－：全國人民代表大會常務委員會香港特別行政區基本法委員會副主任

## 言論
對於香港立法會保留功能界別是否違反普選原則，身兼港區人大代表及基本法委員會委員的黃玉山在2008年9月24日接受《信報》採訪時表示：他對功能界別的存廢問題未有定論，但他認為「普選」和「直選」之間並不一定畫上等號。他還認為，美國總統也是間接選舉，但也被普遍視為普選，因此基本法所規定的「普選」並不一定是「直選」。
2014年，香港公開大學校董會推薦黃玉山出任校長，出席學生論壇被問到出任校長後的一舉一動是否要對人大代表的「選民」負責時，他表示人大代表類似政協委員般「象徵式」，不需要顧及實際事務。但實際上，他後來在公開大學校長任內出任「港區全國人大代表團副團長」，在記者會上對記者交代人大會議的工作。
2018年9月正值廣深港高鐵香港段通車，黃玉山出席通車儀式後稱一地兩檢的安排有利香港與內地經濟、民生和交通等發展，也經過如人大常委會的一連串討論與決定，目前安排是最好方法，如沒有一地兩檢，高鐵將失去意義。即使市民對一地兩檢有顧慮，但「相信過一段時間，爭議便會減少」。當被問會否乘搭高鐵到北京，黃稱高鐵從香港到北京要8至9小時，「飛機時間短，班次多，乘飛機機會較大」，但補充說自己對高鐵認識較淺，如果高鐵方便日後或會改乘高鐵。

## 榮譽
- 2006年及2009年成為英國生物學會院士及香港科學會院士
- 非官守太平紳士（2001年）
- 銅紫荊星章（2004年）
- 銀紫荊星章（2018年）
- 金紫荊星章（2023年）